# Estreboeuf Communal Cemetery
Estreboeuf Communal Cemetery is een begraafplaats gelegen in de Franse plaats Estreboeuf (Somme). De militaire graven worden onderhouden door de Commonwealth War Graves Commission.
De begraafplaats telt 5 geïdentificeerde Gemenebest graven uit de Tweede Wereldoorlog.